# White-Mountains-Nationalpark
Der White-Mountains-Nationalpark (englisch White Mountains National Park) ist ein 1.122 Quadratkilometer großer Nationalpark im australischen Bundesstaat Queensland.

## Lage
Der Park befindet sich in der Region North Queensland und liegt etwa 80 Kilometer nordwestlich von Hughenden und 140 Kilometer südwestlich von Charters Towers. Die nächstgelegenen Siedlungen sind Torrents Creek und Pentland. Der Flinders Highway quert den südlichen Bereich des Parks, dort zweigt eine 10 Kilometer lange Stichstraße zum einzigen Campingplatz Canns Camp Creek ab. In der Regenzeit zwischen November und April ist die Straße zeitweise unpassierbar.
In der Nachbarschaft liegen die Nationalparks Moorrinya, Great Basalt Wall, Porcupine Gorge und Blackbraes.

## Flora und Fauna
Der Park ist einer der botanisch artenreichsten in Queensland. Die Bioregion Wüstenhochland (Desert Upland) umfasst 14 verschiedene Ökosysteme. Etwa 430 verschiedene Pflanzenspezies gedeihen hier, wobei Eukalypten, Akazien, Myrtenheiden und Heidelandschaft vorherrschend sind. Entsprechend vielfältig ist auch die Tierwelt, 51 Reptilienarten und zahlreiche Vogelarten sind im Nationalpark heimisch, darunter Wanderfalken, Fratzenkuckucke, Kragenechsen und Geckos (Nephrurus asper).
Weiße Sandsteinklippen und -schluchten sind charakteristisch für den Park, dazwischen liegen Sandpfannen und -dünen. Während der Regenzeit im Winter und Frühjahr steigt der Wasserpegel in den Bächen und Flüssen und die Wildblumen beginnen zu blühen.

## Geländeformen
Im White-Mountains-Nationalpark treffen drei Wasserscheidelinien aufeinander. Über den Burdekin River fließt das Wasser ins Korallenmeer, der Flinders River entwässert in den Golf von Carpentaria und ein Teil fließt Richtung Westen ins Channel Country bis zum Lake Eyre in South Australia. Der Park ist zudem eines der Hauptzuflussgebiete zum Großen Artesischen Becken.